# Christian Stückl

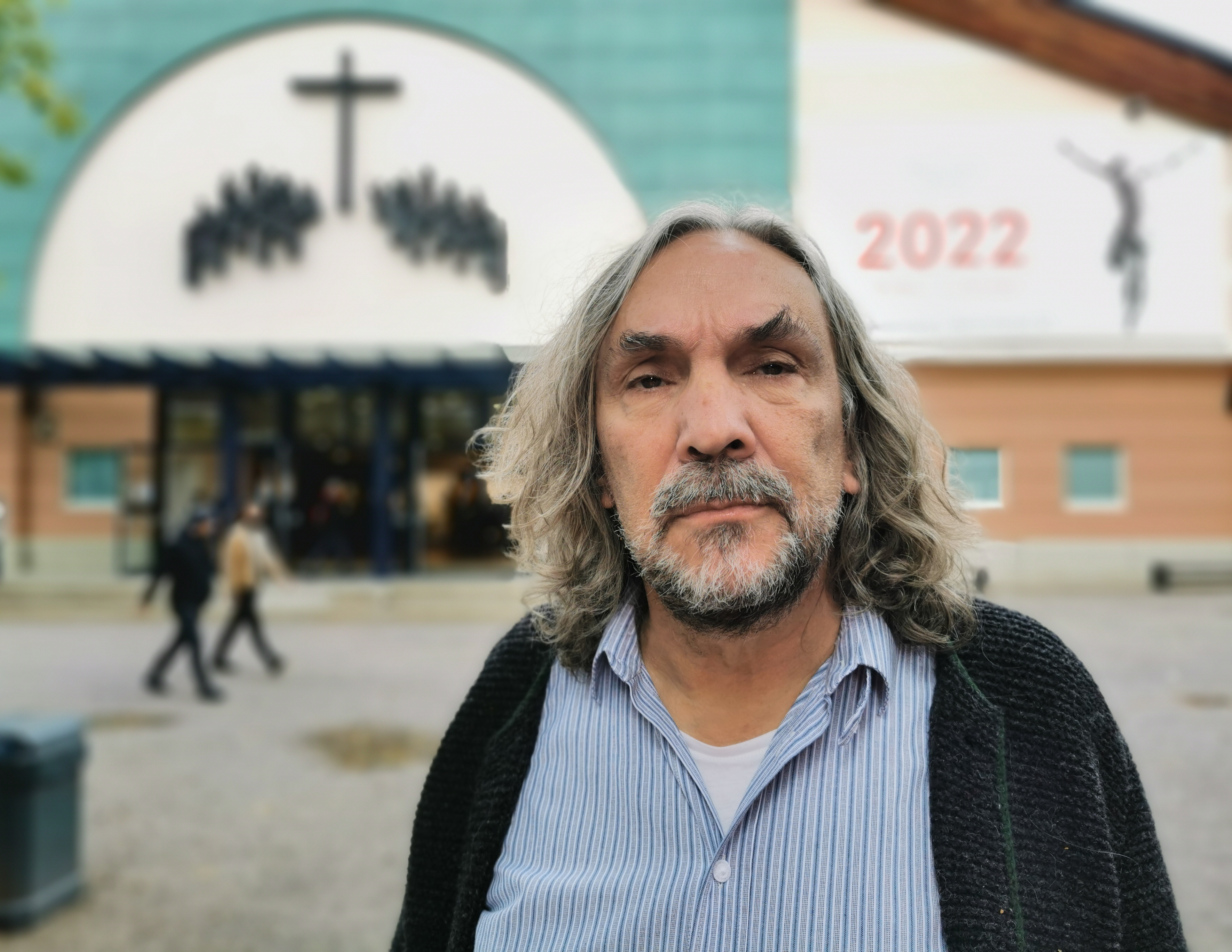
Christian Stückl (2022) vor dem Passionstheater in Oberammergau

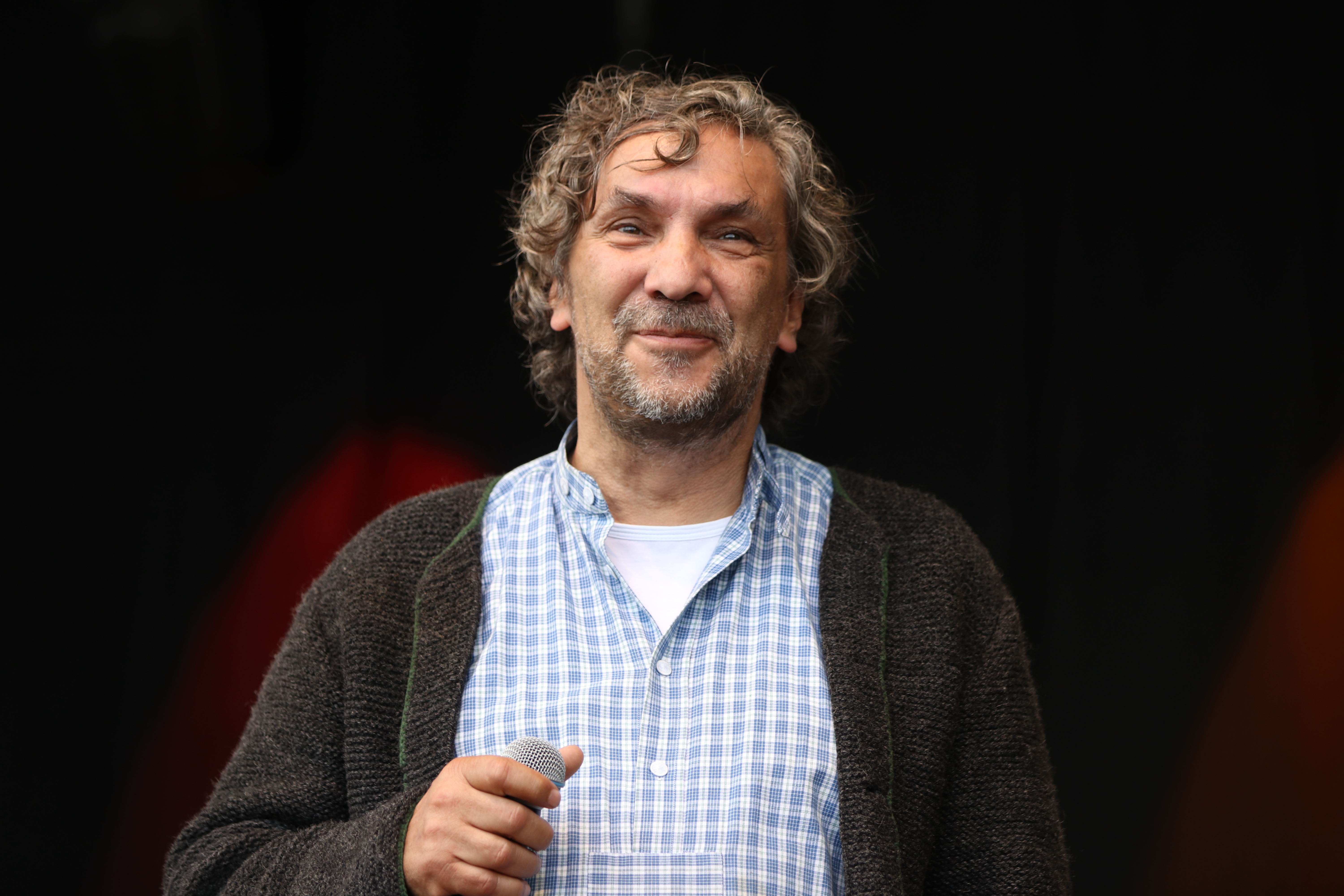
Christian Stückl, 2018

Christian Stückl (* 15. November 1961 in Oberammergau) ist ein deutscher Theaterintendant und Regisseur.

## Leben
Christian Stückl besuchte zwei Jahre das Gymnasium in Ettal und lernte von 1981 bis 1984 Holzbildhauer. 1981 gründete er in seinem Heimatort eine Theatergruppe, mit der er Stücke von Molière (Der eingebildete Kranke), Ben Jonson (Volpone), Georg Büchner (Woyzeck) und William Shakespeare (Ein Sommernachtstraum) inszenierte.
1987 wurde er zum Spielleiter der berühmten, alle zehn Jahre stattfindenden Passionsspiele seiner Heimatgemeinde gewählt. 1990 übernahm Stückl erstmals die Regie der Leidensgeschichte Jesu, im Jahr 2000 reformierte er das Spiel grundlegend. 1987 und 1988 war er Assistent bei Dieter Dorn und Volker Schlöndorff an den Münchner Kammerspielen, wo er 1991 für seine erste eigene Regiearbeit, der Uraufführung von Werner Schwabs Volksvernichtung oder meine Leber ist sinnlos, von der Zeitschrift Theater heute zum Nachwuchsregisseur des Jahres gekürt wurde. 1992 wurde er zum Berliner Theatertreffen eingeladen. Bis 1996 war Stückl Regisseur an den Münchner Kammerspielen. In den folgenden Jahren arbeitete Stückl als freier Regisseur an verschiedenen deutschsprachigen Bühnen. (u. a. Wien, Hannover, Frankfurt)
Im Sommer 2002 hatte seine Neuinszenierung von Hugo von Hofmannsthals Jedermann bei den Salzburger Festspielen Premiere. Seit Herbst 2002 ist Stückl Intendant am Münchner Volkstheater, sein Vertrag läuft bis 2025. Seine Inszenierung von Der Brandner Kaspar (2005) beschert ihm regelmäßig ein ausverkauftes Haus.
Im Juli 2004 inszenierte er mit Fidelio von Ludwig van Beethoven in Köln seine erste Oper.
Stückl war Ideengeber des Festivals junger Regie Radikal jung, das er seit 2005 am Münchner Volkstheater veranstaltet.
Im Juli 2005 nahm Stückl die Oberammergauer Tradition der Kreuzschule zur Halbzeit zwischen zwei Passionsspieljahren wieder auf und inszenierte auf der Bühne des Passionstheaters mit König David erstmals ein Stück mit alttestamentlichem Inhalt. Im Juli 2007 inszenierte er dann mit Stefan Zweigs Jeremias ein weiteres alttestamentliches Stück im Passionstheater seiner Heimatgemeinde Oberammergau.
Er inszenierte, beauftragt von dem österreichischen Aktionskünstler André Heller, die Eröffnungsfeier der Fußball-Weltmeisterschaft am 9. Juni 2006 in München. Das rund dreißig Minuten dauernde, farbenfrohe Spektakel mit etwa 1200 Teilnehmern vereinte bayerische, deutsche und internationale Elemente.
In der Spielzeit 2008/09 inszenierte er an der Münchner Staatsoper Pfitzners Palestrina (Dirigentin: Simone Young, Bühne und Kostüm: Stefan Hageneier). Die Süddeutsche Zeitung schrieb: „Im Nationaltheater gab es eine über weite Strecken grandiose Aufführung der selten gespielten, aber musikalisch ausgesprochen reizvollen Oper zu sehen.“ Deren Wiederaufnahme war 2012 an der Staatsoper in Hamburg zu sehen.
Nach den Passionsspielen 2010 brachte er im Juli 2011 seine Bühnenfassung des Romans Joseph und seine Brüder von Thomas Mann im Oberammergauer Passionstheater auf die Bühne. In der Spielzeit 2011/12 inszenierte er Tankred Dorsts Merlin oder Das wüste Land am Schauspielhaus Zürich und an der Staatsoper Hamburg Ariadne auf Naxos von Richard Strauss. Bei den Salzburger Festspielen inszenierte er 2012 zum elften und letzten Mal den Jedermann von Hugo von Hofmannsthal.
Am Münchner Volkstheater inszenierte er u. a. Die Räuber, Don Karlos, Lulu, Peer Gynt, außerdem die Shakespeare-Stücke Titus Andronicus, Richard III. und Hamlet, sowie Die Dreigroschenoper, Der Stellvertreter, Dantons Tod, Geschichten aus dem Wiener Wald, Das Wintermärchen, Nathan der Weise, Mein Kampf, Glaube Liebe Hoffnung, Der Kaufmann von Venedig und 2019 George Taboris Die Goldberg-Variationen.
Seit 2011 inszeniert Stückl jedes Jahr ein Schauspiel oder eine Oper im Passionstheater Oberammergau. Den Roman Joseph und seine Brüder von Thomas Mann 2011, William Shakespeares Antonius und Cleopatra 2012, Moses, ein Auftragswerk von Feridun Zaimoglu und Günter Senkel, 2013, Ein Sommernachtstraum von William Shakespeare 2014, die Oper Nabucco von Giuseppe Verdi als erste Operneigenproduktion des Passionstheaters Oberammergau 2015, Kaiser und Galiläer von Henrik Ibsen 2016, die Oper Der fliegende Holländer von Richard Wagner 2017 sowie Wilhelm Tell von Friedrich Schiller 2018.
Am 13. November 2014 hatte Bei Einbruch der Dunkelheit von Peter Turrini am Wiener Burgtheater Premiere, danach folgten Der Diener zweier Herren von Carlo Goldoni als Koproduktion mit den Ruhrfestspielen Recklinghausen 2016, 2018 die Uraufführung Der Rüssel von Wolfgang Bauer und 2019 Hiob nach Joseph Roth.  Am 15. Oktober 2021 eröffnete Stückl mit Edward II. von Christopher Marlowe den Neubau des Münchner Volkstheater am Viehhof in München.
Für seine Arbeit erhielt Stückl zahlreiche Auszeichnungen, wie 2014 den Theaterpreis der Landeshauptstadt München, 2016 die Bayerische Verfassungsmedaille in Silber und 2020 den Abraham-Geiger-Preis für „Verdienste um das Judentum in seiner Vielfalt“ und den Toleranzpreis der Evangelischen Akademie Tutzing. Im März 2021 wurde ihm die Buber-Rosenzweig-Medaille verliehen. 2022 erhielt er den Preis der Stiftung Bibel und Kultur und den Isaiah Award for Exemplary Interreligious Leadership des American Jewish Committee. Im Jahr 2023 wurde ihm das Bundesverdienstkreuz 1. Klasse verliehen.

## Ur- und Erstaufführungen
- Volksvernichtung oder meine Leber ist sinnlos von Werner Schwab
- Carceri von Kerstin Specht
- Quai West und Roberto Zucco von Bernard-Marie Koltès
- Dysmorphomanie von Wladimir Sorokin
- Kaschmir in Parching von Martin Walser
- Herr Dainart von Daniel Call
- Pest 1633 von Martin F. Wall
- Sergej von Alexander Widner
- Krumme Hunde von Martin Baucks
- Der Räuber Kneißl von Christian Stückl (2003)
- Passionsspiele (Oberammergau – 2010)
- Joseph und seine Brüder (Oberammergau – 2011), nach einer Romanvorlage von Thomas Mann
- Moses (Oberammergau – 2013), von Feridun Zaimoglu und Günter Senkel
- Der Rüssel (Wien 2018), von Wolfgang Bauer

## Auszeichnungen
- 1991: Nachwuchsregisseur des Jahres der Zeitschrift Theater heute für die Uraufführung von Werner Schwabs Volksvernichtung oder meine Leber ist sinnlos
- 2000: Friedrich-Baur-Preis
- 2008: Schwabinger Kunstpreis (Ehrenpreis)
- 2010: Bairische Sprachwurzel des Fördervereins Bairische Sprache und Dialekte als Anerkennung für seine Verdienste um den Dialekt
- 2011: Oberbayerischer Kulturpreis[7]
- 2011: Bayerischer Verdienstorden[8]
- 2011: Großes Verdienstzeichen des Landes Salzburg[9]
- 2011: Oberbayerischer Integrationspreis (Ehrenpreis)[10]
- 2012: IDIZEM-Dialogpreis in der Kategorie „Interkulturell“. Laut der Jurybegründung machte Stückl als Spielleiter die Oberammergauer Passionsspiele zu einer Plattform des Dialogs zwischen Angehörigen verschiedener Religionen. Seit 2000 spielen dort auch ortsansässige Muslime mit.[11]
- 2014: Theaterpreis der Landeshauptstadt München
- 2016: Bayerische Verfassungsmedaille in Silber
- 2020: Abraham-Geiger-Preis[12]
- 2020: Toleranzpreis der Evangelischen Akademie Tutzing
- 2021: Buber-Rosenzweig-Medaille[13]
- 2022: Preis der Stiftung Bibel und Kultur[14]
- 2022: Isaiah Award des American Jewish Committee für den Einsatz gegen Antisemitismus[15]
- 2023: Bundesverdienstkreuz 1. Klasse